# Échenilleur noir et blanc
Lalage melanoleuca
Espèce
Statut de conservation UICN

 LC  : Préoccupation mineure
L’Échenilleur noir et blanc (Lalage melanoleuca) est une espèce de passereaux de la famille des Campephagidae.

## Répartition et sous-espèces
Selon la classification de référence du Congrès ornithologique international (15.1, 2025) il se répartit en deux sous-espèces (ordre phylogénique) :
- L. m. melanoleuca (Blyth, 1861) — Luçon et Mindoro ;
- L. m. minor (Steere, 1890) — Visayas orientales et Mindanao.

## Systématique
Le nom valide complet (avec auteur) de ce taxon est Lalage melanoleuca (Blyth, 1861).
L'espèce a été initialement classée dans le genre Pseudolalage sous le protonyme Pseudolalage melanoleuca 1861, 1836,.